# Juha Sipilä
Juha Petri Sipilä, född 25 april 1961 i Vetil, är en finländsk politiker. Han var Finlands statsminister mellan den 29 maj 2015 och den 6 juni 2019 och var Centerns partiledare 2012 till 2019. Han valdes i riksdagen 2011 från Uleåborgs valkrets, med 5 543 röster.
Den 8 mars 2019 uppgav Sipilä sin avsikt att avgå som statsminister och citerade svårigheter att reformera Finlands hälsovårdssystem. Finlands president Sauli Niinistö bad honom att fortsätta som statsminister tills riksdagsvalet hållits den 14 april 2019. Han efterträddes som statsminister 6 juni 2019 av Antti Rinne. 

## Biografi
Sipilä är utbildad diplomingenjör och har en bakgrund som företagsledare inom IT-sektorn, där han skapat sig en förmögenhet. Han sålde 1996 företaget Solitra till amerikanska ADC Telecommunications och tjänade 12 miljoner euro på affären. Sipiläs politiska karriär har gått snabbt och endast ett år efter att han fått en plats i Finlands regering valdes han till partiledare för Centern. Innan dess hade han inte någon större erfarenhet av politiken. I samband med riksdagsvalet i Finland 2015 valdes Sipilä till statsminister, fyra år efter att han gett sig in i politiken.

Sipilä tillhör östlæstadianismen. Han är gift och har fem barn varav den yngste sonen Tuomo född 1993 oväntat dog i samband med en operation i februari 2015.

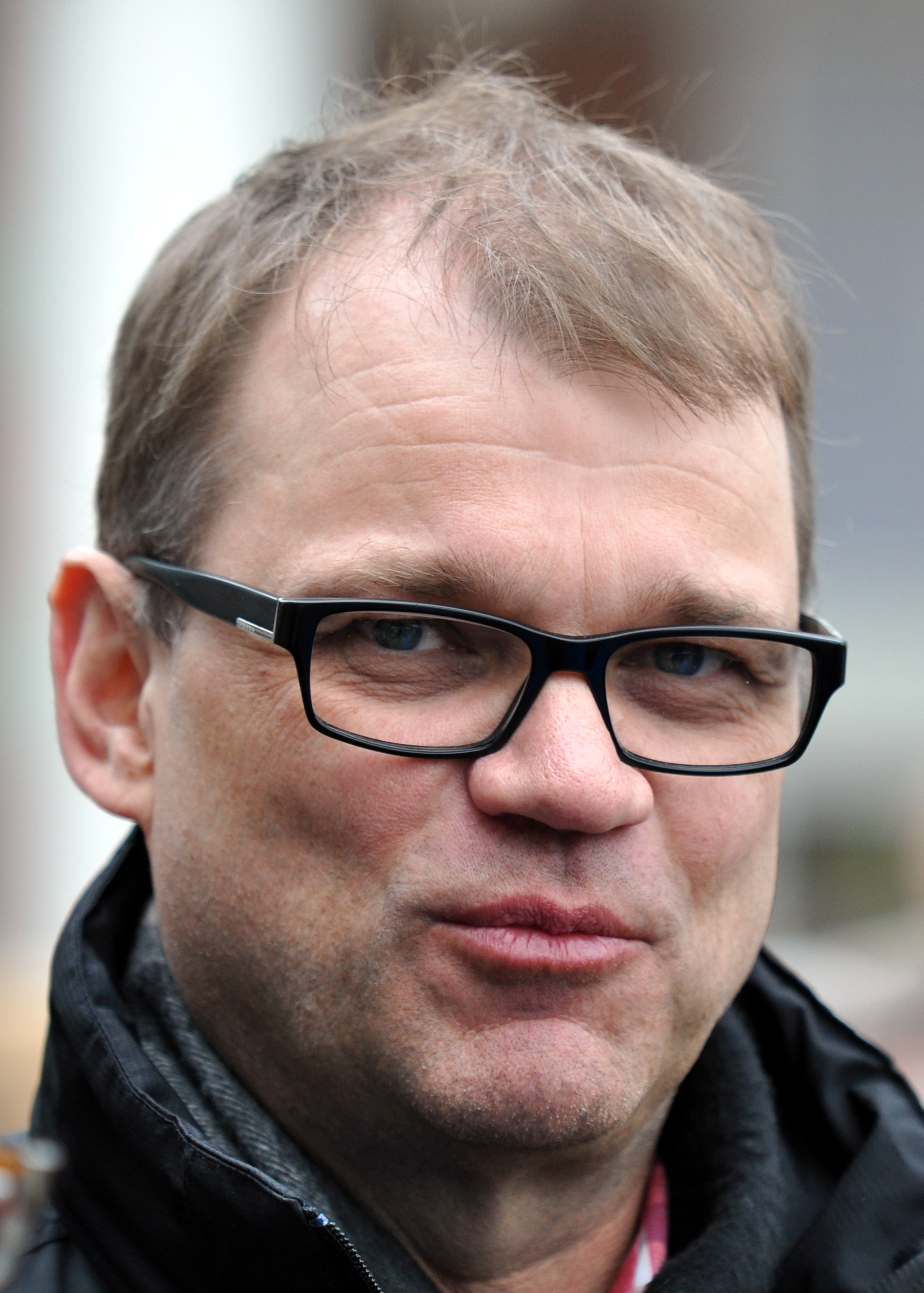
Juha Sipilä 2015

## Utmärkelser
- Norska förtjänstordens storkors,  2016[5]
- Krigsinvalidernas förtjänstkors,  27 april 2016[6]
- Storkorset av Finlands Vita Ros’ orden,  6 december 2016[7]
- Militärens förtjänstmedalj,  4 juni 2017[8]

[Redigera Wikidata]